# Nadine Sierra
Nadine Sierra (Fort Lauderdale, 14 de maio de 1988) é uma cantora lírica norte-americana.

## Biografia
Nascida em 1988, estudou na Alexander W. Dreyfoos School of the Arts em West Palm Beach e especializou-se no Mannes College of Music e na Academia de Música de Marilyn Horne Oeste, tornando-se a mais jovem artista no Prêmio Fundação Marilyn Horne.
Começou a cantar aos 14 anos na Ópera de Palm Beach e fez sua estreia operática dois anos depois, em "Hansel e Gretel" de Engelbert Humperdinck. Quando tinha 15 anos cantou O Mio Babbino Caro de Gianni Schicchi na emissão From the Top da National Public Radio. Estreou seu primeiro concerto em Helsínquia, em 2009.
Em 2011 estreou na Ópera de San Francisco no papel de Juliet-Maria na estreia mundial de Heart of a Soldier de Christopher Theofanidis e em 2013, no Teatro San Carlo de Nápoles com Rigoletto, como Gilda. Em 2015, também como Gilda, debutou no Metropolitan Opera e em janeiro de 2016 no Teatro alla Scala de Milão, cantando com Leo Nucci.
Cantou no Concerto de Ano Novo de 2016, em La Fenice de Veneza, com Stefano Secco e no Concerto de Ano Novo de 2017 no Teatro Massimo de Palermo.

## Honrarias
- Palm Beach Opera Vocal Competition, 2007
- Metropolitan Opera National Council Auditions, 2009[5]
- Florida Grand Opera Competition, Primeiro Prêmio seção jovens, Miami, 2009[6]
- Gerda Lissner Foundation Competition, Primeiro Prêmio, Nova Iorque, 2010[7]
- Neue Stimmen, Primeiro Prêmio do júri popular, Gütersloh, 2013[8]